# Le Chien à Plumes
Le Chien à Plumes est un festival de musique (chanson française, rock, electro, reggae…) ayant lieu tous les ans. Il se déroule aux abords du lac de la Vingeanne à Villegusien-le-Lac, une commune proche de Langres (Haute-Marne). Le festival est annuel et se déroule début août.
La fréquentation varie généralement entre 10000 à 20000 festivaliers sur les 3 jours, avec un record à 24000 en 2016 .

## Histoire du festival
La première édition est en 1997, avec quatre concerts. Puis, cet événement est devenu un festival à part entière, reconduit d'année en année, avec une programmation reconnue. En 2015, ce festival reçoit le prix du « meilleur petit festival » aux Festivals Awards. 
L'association qui gère le festival propose également toute l'année des concerts dans les villages du pays de Langres. Les participants peuvent y assister également aux projections de Canal Gus, le programme hyperlocal de création audiovisuelle de Sibylle Deluxe.
En 2007 est inaugurée la « Niche du Chien à Plumes », une salle de concert aux abords de la commune de Dommarien. Ayant pour but de revitaliser le sud de la Haute-Marne, l'association propose des concerts réguliers et y organise chaque année le Tremplin du Chien à Plumes, des concerts gratuits d'artistes régionaux et nationaux. C'est grâce à ce tremplin que des groupes comme Casa Banditos, Monsieur Z, Les Petites Bourrettes ou encore Unitone ont eu la possibilité de se produire au festival annuel.

## Les espaces scéniques
Le festival s'organise autour de trois scènes : 
- « Ernest », qui est la principale scène et la plus grande scène du festival ;
- « Ponpon », la deuxième scène du festival ;
- « Lupin », la petite dernière.